# Just Friends (album de Martial Solal)
Pour les articles homonymes, voir Just Friends.
Albums de Martial Solal
Ballade pour deux pianos
(1997) Jazz 'n (e)motion
(1998)
Just Friends est un album en trio du pianiste de jazz français Martial Solal, enregistré avec Gary Peacock et Paul Motian, sorti en 1998 sur le label Dreyfus Jazz.

## À propos de la musique
Cette prestigieuse rythmique américaine est un luxe que Solal apprécie : « Avec Paul et Gary, j’ai l’impression d’être au volant d’un bolide parfaitement rôdé. » Les trois musiciens swinguent comme peu de formations, mais sont également également dans l'avant-garde, en particulier sur la composition du pianiste Sapristi.

## Réception critique
Doug Ramsey (JazzTimes) note : « le fameux sens de la structure de Solal combine [les influences de Ravel, Monk, Evans et Chopin] et leur donne une admirable cohérence. » Il salue aussi les solos « virtuoses » de Gary Peacock sur Willow Weep For Me ou Summertime, et le jeu de cymbales de Paul Motian sur Hommage à Frédéric Chopin. Pour Steve Futterman (The Village Voice), « ses phrases en suspension de déploient hors de tout cadre, et pourtant leur développement spontané ne prend de sens que dans le contexte des barrières formelles du morceau. Comme si Solal cherchait le confort d'une cage pour effrontément se glisser entre les barreaux ».
Leo Stanley (AllMusic) est plutôt mitigé à propos du disque, le qualifiant de « contrôlé et prévisible », même s'il précise que « la musique est belle et séduisante, et intéressante pour les fans de piano jazz classique. »

## Pistes
| No | Titre                            | Musique                        | Durée |
| -- | -------------------------------- | ------------------------------ | ----- |
| 1. | Just Friends                     | John Klenner, Samuel M. Lewis  | 6:34  |
| 2. | Coming Yesterday                 | Martial Solal                  | 6:41  |
| 3. | Willow Weep For Me               | Ann Ronell                     | 3:52  |
| 4. | You Stepped Out Of A Dream       | Gus Kahn, Nacio Herb Brown     | 5:35  |
| 5. | Hommage à Frédéric Chopin        | Martial Solal                  | 2:39  |
| 6. | Sapristi                         | Martial Solal                  | 7:20  |
| 7. | Summertime                       | George Gershwin                | 5:35  |
| 8. | Sacrebleu                        | Martial Solal                  | 4:33  |
| 9. | I'm Getting Sentimental Over You | George Bassman, Ned Washington | 7:22  |

## Musiciens
- Martial Solal : piano
- Gary Peacock : contrebasse
- Paul Motian : batterie